# Psychotria cordatula
Psychotria cordatula är en måreväxtart som beskrevs av Elmer Drew Merrill. Psychotria cordatula ingår i släktet Psychotria och familjen måreväxter. Inga underarter finns listade i Catalogue of Life.